# Rhododendron longicalyx
Rhododendron longicalyx là một loài thực vật có hoa trong họ Thạch nam. Loài này được M.Y. Fang miêu tả khoa học đầu tiên năm 1988.